# سونرايس آدامز
سونرايس آدامز (بالإنجليزية: Sunrise Adams)‏ ولدت في سانت لويس من (مواليد 14 سبتمبر 1982) مؤلفة و ممثلة إباحية أمريكية. و هي ابنة أخت النجمة الإباحية صنسيت توماس. 

## وصلات خارجية
- سونرايس آدامز على موقع IMDb (الإنجليزية)
- سونرايس آدامز على موقع قاعدة بيانات الفيلم (الإنجليزية)
- سونرايس آدامز على موقع كينوبويسك (الروسية)